# Ergátes
Ergátes är en ort i Cypern.   Den ligger i distriktet Eparchía Lefkosías, i den centrala delen av landet, 17 km sydväst om huvudstaden Nicosia. Ergátes ligger 333 meter över havet och antalet invånare är 1 656. Den ligger på ön Cypern.
Terrängen runt Ergátes är platt åt nordost, men åt sydväst är den kuperad.Trakten runt Ergátes är ganska tätbefolkad, med 129 invånare per kvadratkilometer. Närmaste större samhälle är Nicosia, 17,4 km nordost om Ergátes. Trakten runt Ergátes är i huvudsak ett öppet busklandskap.
Årsmedeltemperaturen i trakten är 22 °C. Den varmaste månaden är juli, då medeltemperaturen är 34 °C, och den kallaste är januari, med 9 °C. Genomsnittlig årsnederbörd är 474 millimeter. Den regnigaste månaden är december, med i genomsnitt 108 mm nederbörd, och den torraste är augusti, med 1 mm nederbörd.